# C/1847 C1
Komet Hind ali C/1847 C1 je komet, ki ga je v Londonu 6. februarja 1847 odkril angleški astronom John Russell Hind (1823–1895).

## Značilnosti
Soncu se je najbolj približal 30. marca 1847, ko je bil na razdalji približno 0,04 a.e. od Sonca. Komet je bil viden s prostim očesom od zadnjih dni v februarju do konca marca. V februarju se ga je lahko opazovalo kot cirkumpolarno nebesno telo v ozvezdju Kefeja (Cepheus). V marcu je prešel ozvezdje Kasiopeje.